# 언더커버 보스
《언더커버 보스》(Undercover Boss)은 영국 채널 4에서 제작·방송된 대기업 최고 경영자(CEO)들이 자신들의 회사 일용직 사원으로 취업하여 진행되는 몰래카메라 형식의 리얼리티 프로그램이다. 채널 4를 통해 2009년부터 현재까지 방송하고 있다. 미국판은 CBS를 통해 2010년 2월 7일부터 4월 11일까지 시즌 1을 방송했으며, 같은 해 9월 26일부터 시즌 2를 방송하고 있다.

대한민국에서는 MBC를 통해 미국판을 2010년 7월 25일부터 9월 26일까지 박명수 진행의 《언더커버 보스 : 회장님은 위장 취업중》이라는 명칭으로 매주 일요일 오후 11시 35분(KST)에 방송되었다. 시즌 2는 2010년 11월 21일부터 2011년 2월 27일까지 매주 일요일 오후 11시 50분 (KST)에 방송되었다. 시즌 3는 당초 2011년 6월에 방송될 예정이었으나 2011년 12월 이후로 연기되었다. 저작권 문제로 다시보기가 지원되지 않았다.

## 방영 목록

### 미국판

#### 시즌 1
| 회차 | 미국 방송일     | 회차 | 대한민국 방송일 | 대한민국 시청률 | 소속 기업                  | 사진 | CEO 이름      | 주 업종         |
| ---- | --------------- | ---- | --------------- | --------------- | -------------------------- | ---- | ------------- | --------------- |
| 1    | 2010년 2월 7일  | 1    | 2010년 7월 25일 | 6.4%(TNmS)      | 웨이스트 매니지먼트        |      | 래리 오도널   | 폐기물 관리회사 |
| 2    | 2010년 2월 14일 | 4    | 2010년 8월 15일 | 5.8%(AGB)       | 후터스                     |      | 코비 브룩스   | 레스토랑        |
| 3    | 2010년 2월 21일 | 3    | 2010년 8월 8일  |                 | 세븐일레븐                 |      | 조 디핀토     | 편의점          |
| 4    | 2010년 2월 28일 | 6    | 2010년 8월 29일 | 5.2%(AGB)       | 화이트 캐슬                |      | 데이브 라이프 | 햄버거 체인     |
| 5    | 2010년 3월 14일 | 5    | 2010년 8월 22일 | 3.4%(AGB)       | 처칠 다운스                |      | 빌 카스탄잔   | 경마장          |
| 6    | 2010년 3월 21일 | 7    | 2010년 9월 5일  | 5.4%(AGB)       | GSI 커머스                 |      | 마이클 루빈   | 전자상거래      |
| 7    | 2010년 3월 28일 | 2    | 2010년 8월 1일  | 4.7%(AGB)       | 허센드 패밀리 엔터테인먼트 |      | 조엘 맨비     | 테마파크        |
| 8    | 2010년 4월 4일  | 8    | 2010년 9월 12일 |                 | 로터 루터                  |      | 닉 아퀼라     | 배수관 뚫음     |
| 9    | 2010년 4월 11일 | 9    | 2010년 9월 26일 | 8.5%(TNmS)      | 1-800-플라워스             |      | 크리스 매캔   | 꽃가게          |

#### 시즌 2
| 회차 | 미국 방송일      | 회차   | 대한민국 방송일  | 대한민국 시청률 | 소속 기업                    | 사진 | CEO 이름             | 주 업종          |
| ---- | ---------------- | ------ | ---------------- | --------------- | ---------------------------- | ---- | -------------------- | ---------------- |
| 1    | 2010년 9월 26일  | 1      | 2010년 11월 21일 | 4.4% (TNmS)     | 초이스 호텔                  |      | 스티브 조이스        | 호텔업           |
| 2    | 2010년 10월 3일  | 2      | 2010년 11월 28일 |                 | 그레잇 울프 리조트           |      | 킴 셰퍼              | 리조트           |
| 3    | 2010년 10월 10일 | 3      | 2010년 12월 4일  |                 | 다이렉TV                     |      | 마이크 화이트        | 위성방송         |
| 4    | 2010년 10월 17일 | 4      | 2010년 12월 12일 |                 | 프론티어 항공                |      | 브라이언 베드퍼드    | 항공사           |
| 5    | 2010년 10월 24일 | 5      | 2010년 12월 19일 |                 | 나스카                       |      | 스티브 펠프스        | 레이싱           |
| 6    | 2010년 10월 31일 | 6      | 2011년 1월 9일   |                 | 치키타                       |      | 페르난도 아귀레      | 농산물 생산/유통 |
| 7    | 2010년 11월 7일  | 7      | 2011년 1월 16일  |                 | 시카고 컵스                  |      | 토드 리케츠          | 야구 구단        |
| 8    | 2010년 11월 14일 | 8      | 2011년 1월 23일  |                 | 럭키스트라이크 볼링장        |      | 스티븐 포스터        | 볼링장           |
| 9    | 2010년 11월 21일 | 9      | 2011년 1월 30일  |                 | 써브웨이                     |      | 돈 퍼트먼            | 샌드위치 전문점  |
| 10   | 2010년 12월 5일  | 10     | 2011년 2월 13일  |                 | ABM 인더스트리               |      | 헨리크 슬립사거      | 건물관리용역     |
| 11   | 2010년 12월 12일 | 11     | 2011년 2월 20일  |                 | 쟈니 로켓                    |      | 존 풀러              | 햄버거 레스토랑  |
| 12   | 2011년 1월 2일   | 최종회 | 2011년 2월 27일  |                 | 노르웨이 크루즈 라인         |      | 케빈 시한            | 크루즈 운행      |
| 13   | 2011년 1월 9일   | R2     | 2012년 9월 7일   |                 | 유니퍼스트                   |      | 론 크로아티          | 유니폼 제조      |
| 14   | 2011년 1월 16일  | R1     | 2012년 8월 31일  |                 | 벨포어                       |      | 셀던 옐런            | 재난 복구        |
| 15   | 2011년 2월 20일  | R3     | 2012년 9월 14일  |                 | 맥트럭스                     |      | 대니 슬레이글        |                  |
| 16   | 2011년 3월 6일   | R4     | 2012년 9월 21일  |                 | 신시내티                     |      | 마크 맬러리          |                  |
| 17   | 2011년 3월 13일  |        | 방영 계획 없음   |                 | 유나이티드밴라인스           |      | 리치 매클루어        |                  |
| 18   | 2011년 3월 20일  | R5     | 2012년 10월 5일  |                 | MGM 그랜드 라스베이거스      |      | 스콧 시벨라          |                  |
| 19   | 2011년 3월 27일  | R7     | 2012년 10월 20일 |                 | 시나그로                     |      | 빌 매사              |                  |
| 20   | 2011년 4월 10일  | R8     | 2012년 10월 27일 |                 | 바자프레시                   |      | 데이비드 김 (김욱진) |                  |
| 21   | 2011년 4월 17일  | R9     | 2012년 11월 3일  |                 | 브라이트스타케어             |      | 셸리 선              |                  |
| 22   | 2011년 5월 1일   | R10    | 2012년 11월 10일 |                 | 캘리포니아 대학교 리버사이드 |      | 팀 화이트            |                  |

### 영국판

#### 시즌 1
| 회차 | 영국 방송일     | 소속 기업       | 사진 | CEO 이름    | 주 업종 |
| ---- | --------------- | --------------- | ---- | ----------- | ------- |
| 1    | 2009년 6월 18일 | 파크 리조트     |      | 앤디 에지   |         |
| 2    | 2009년 6월 25일 | 클러그스톤 그룹 |      | 스티븐 마틴 | -       |

#### 시즌 2
| 회차 | 영국 방송일     | 소속 기업              | 사진 | CEO 이름        | 주 업종 |
| ---- | --------------- | ---------------------- | ---- | --------------- | ------- |
| 1    | 2010년 7월 15일 | 베스트 웨스턴          |      | 데이비드 클라크 |         |
| 2    | 2010년 7월 22일 | 타워 햄릿츠            |      | 케반 콜린스     |         |
| 3    | 2010년 7월 29일 | 해리 램스덴스          |      | 마리야 시모빅   |         |
| 4    | 2010년 8월 5일  | 자키 클럽              |      | 폴 피셔         |         |
| 5    | 2010년 8월 12일 | 비리도어               |      | 콜린 드러몬드   |         |
| 6    | 2010년 8월 19일 | 크라운 월드와이드 그룹 |      | 나린 가네시     |         |

### 오스트레일리아판
| 회차 | 호주 방송일      | 소속 기업                  | 사진 | CEO 이름      | 주 업종 |
| ---- | ---------------- | -------------------------- | ---- | ------------- | ------- |
| 1    | 2010년 10월 18일 | 도미노 피자 오스트레일리아 |      | 돈 메이즈     |         |
| 2    | 2010년 10월 25일 | 베올리아 환경 서비스       |      | 피터 머레이   |         |
| 3    | 2010년 11월 1일  | 부스트 주스                |      | 재닌 앨리스   |         |
| 4    | 2010년 11월 8일  | 빅 4 할리데이 팍스         |      | 레이 슐레입스 |         |
| 5    | 2010년 11월 15일 | 토가 호스피탈리티          |      | 레이첼 아가만 |         |
| 6    | 2010년 11월 22일 | IGA                        |      |               |         |

## 각국의 현지화
| 국기 이름      | 방송사      | 방송 기간 | 비고 |
| -------------- | ----------- | --- | ---- |
| 영국           | Channel 4   | 2009년 6월 18일 ~ 6월 25일 (시즌 1) 2010년 7월 15일 ~ 8월 19일 (시즌 2)                                             |      |
| 미국           | CBS         | 2010년 2월 7일 ~ 4월 11일 (시즌 1) 2010년 9월 26일 ~ (시즌 2)                                                       |      |
| 대한민국       | MBC TV      | 2010년 7월 25일 ~ 9월 26일 (시즌 1) 2010년 11월 21일 ~ 2011년 2월 27일(시즌 2) 2012년 8월 31일 ~ 11월 23일 (리턴즈) |      |
| 오스트레일리아 | 네트워크 텐 | 2010년 10월 18일 ~ 현재                                                                                             |      |
| 뉴질랜드       | TV One      | ? |      |
| 캐나다         | CTV         | ? |      |

## 진행자
- 대한민국 : 박명수 (진행자, 나래이션)

## 같이 보기
- 글로벌 성공시대 (KBS)